# Sangsters internationella flygplats
Sangsters internationella flygplats (IATA: MBJ, ICAO: MKJS) (engelska: Sangster International Airport) är en internationell flygplats belägen 4,8 km öster om Montego Bay i Jamaica. 
Det är den mest populära flygplatsen för turister som turistar på Jamaicas norra kust. Flygplatsen är namngiven efter den tidigare jamaicanska premiärministern, Donald Sangster. Flygplatsen är kapabel för att trafikeras av 9 miljoner passagerare per år.